# Алан Келлі
Алан Келлі (англ. Alan Kelly, * 11 серпня 1968, Престон) — ірландський футболіст, воротар.
Насамперед відомий виступами за клуби «Престон Норт-Енд» та «Шеффілд Юнайтед», а також національну збірну Ірландії.

## Клубна кар'єра
Вихованець футбольної школи клубу «Престон Норт-Енд». Дорослу футбольну кар'єру розпочав 1985 року в основній команді того ж клубу, в якій провів сім сезонів, взявши участь у 142 матчах чемпіонату. Більшість часу, проведеного у складі «Престон Норт-Енд», був основним гравцем команди.
Своєю грою за цю команду привернув увагу представників тренерського штабу клубу «Шеффілд Юнайтед», до складу якого приєднався 1992 року. Відіграв за команду з Шеффілда наступні сім сезонів своєї ігрової кар'єри. Граючи у складі «Шеффілд Юнайтед» також здебільшого виходив на поле в основному складі команди.
Згодом, з 1999 по 2001 рік грав у складі команди клубу «Блекберн Роверз», а також віддавався в оренду до «Стокпорт Каунті» та «Бірмінгем Сіті».
Завершив професійну ігрову кар'єру у клубі «Блекберн Роверз», у складі якого вже виступав раніше. Вдруге Алан прийшов до команди 2001 року, захищав її кольори до припинення виступів на професійному рівні у 2004.

## Виступи за збірну
Попри те, що народився в Англії, 1993 року дебютував в офіційних матчах у складі національної збірної Ірландії. Протягом кар'єри у національній команді, яка тривала 10 років, провів у формі головної команди країни 34 матчі. У складі збірної був учасником чемпіонату світу 1994 року у США та чемпіонату світу 2002 року в Японії і Південній Кореї.

## Титули і досягнення
- Володар Кубка англійської ліги (1):

«Блекберн Роверз»: 2002